# Benjamin H. Freedman
Benjamin Harrison Freedman, född 1890, död 1984 var en amerikansk affärsman, förintelseförnekare, och uttalad antisionist.  

## Biografi

### Affärsverksamhet
1925 till 1937 var Freedman partner med Samuel D. Leidesdorf vid John H. Woodbury Laboratories, ett dermatologiskt institut.

### Rättegången 1955
Under en rättegång 1955 mot Conde McGinley, förläggare av den antisemitiska skriften Common Sense. medgav Freedman att han stöttat McGinley med mer än 10.000, men mindre än 100.000 dollar".

### Balfour-deklarationen
1988 publicerade Institute for Historical Review Robert Johns bok Behind the Balfour Declaration. I boken skrev John att han fått kopior av  Balfour-deklarationen av Freedman och att denne även uppmuntrade egen forskning i ämnet."